# 大藪房次郎

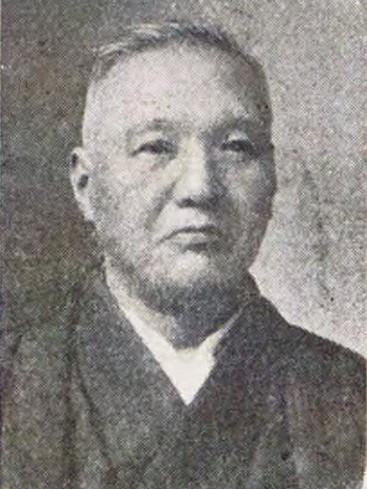
大藪房次郎

大藪 房次郎（おおやぶ ふさじろう、1852年2月9日（嘉永5年1月20日）- 1927年（昭和2年）5月2日）は、明治から昭和初期の実業家、政治家。衆議院議員。

## 経歴
筑後国御井郡久留米城下苧扱川町（現福岡県久留米市本町）で、富豪・大藪萬蔵の長男として生まれる。1900年（明治33年）8月に分家した。
第六十一国立銀行取締役、久留米紡績会社社長、筑後水力電気顧問、大川鉄道顧問などを務め、市営瓦斯事業の開始などに尽力し、貧困層への義捐などを行った。
政界では、1889年（明治22年）4月の市制施行の際に久留米市会議員に選出されたが数ヶ月で辞職。その後、市参事会員に就任。1889年（明治22年）4月から1914年（大正3年）まで久留米市会議員に選出され、その他、所得税調査委員会会長、宅地価修正委員会会長などを務めた。1917年（大正6年）4月、第13回衆議院議員総選挙で福岡県久留米市から出馬し、浅野陽吉と争って当選し、その後正交倶楽部に所属して衆議院議員を1期務めた。

## 親族
- 長女 金杉タキ（金杉英五郎の妻）[2]
- 三男 大藪守治（実業家、貴族院多額納税者議員）[3]
- 三女 松前スカ（松前勝広子爵の妻）[2]